# Xã Lake Byron, Quận Beadle, South Dakota
Xã Lake Byron (tiếng Anh: Lake Byron Township) là một xã thuộc quận Beadle, tiểu bang Nam Dakota, Hoa Kỳ. Năm 2010, dân số của xã này là 182 người.